# Íñigo López de Mendoza (duca dell'Infantado)
Íñigo López de Mendoza, IV duca dell'Infantado (9 dicembre 1493 – Guadalajara, 17 settembre 1566), è stato un nobile spagnolo.

## Biografia
Era il figlio di Diego Hurtado de Mendoza, e della sua prima moglie, María Pimentel.

## Carriera
Il duca non aveva molta influenza a corte, a causa della sua simpatia iniziale per la rivolta dei comuneros, quando venne imprigionato dal suo stesso padre. Alla sua corte a Guadalajara, circolavano idee di luterane e di erasmo.
Era un uomo colto, che ha notevolmente ampliato la libreria iniziata dal suo antenato Íñigo López de Mendoza.
Nel 1560 il duca intrattenne il vedovo Filippo II di Spagna durante il viaggio per accogliere una delle sue mogli, la principessa francese Elisabetta di Valois. Il matrimonio ebbe luogo nella sua residenza e la famiglia Mendoza ha ospitato la corte per diverse settimane.

## Matrimonio
Sposò, il 10 ottobre 1513 a Guadalajara, Isabella d'Aragona, figlia di Enrico d'Aragona. Ebbero tredici figli:
- Diego Hurtado de Mendoza (1520-14 marzo 1566), sposò María de Mendoza (secondogenita di Rodrigo Díaz de Vivar), ebbero tredici figli;
- Enrique de Mendoza;
- Alfonso de Mendoza;
- Álvaro de Mendoza, sposò Juana de Mendoza, non ebbero figli;
- Pedro Laso de Mendoza;
- Pedro Gonzaléz de Mendoza (?-10 settembre 1574), arcivescovo di Salamanca;
- Fernando de Mendoza;
- Íñigo de Mendoza;
- Martín de Mendoza;
- María de Mendoza, sposò Iñigo Lopez de Mendoza, ebbero dodici figli;
- Guiomar de Mendoza, sposò Francisco de Zuñiga Sotomaior, ebbero tre figli;
- Ana de Mendoza, sposò Luis Fernandez Manrique, ebbero cinque figli;
- Brianda de Mendoza;
- Isabel de Mendoza.